# Can't Get This Stuff No More
Can't Get This Stuff No More è un singolo del gruppo musicale statunitense Van Halen, pubblicato come inedito della raccolta Best Of - Volume I (1996).
Insieme a Me Wise Magic, è uno dei due brani inediti registrati per la raccolta con il cantante originario David Lee Roth, oltre che l'ultimo singolo pubblicato dalla formazione classica del gruppo. Quando venne distribuito nel gennaio 1997, Roth aveva già lasciato per la seconda volta la band.

## Il brano
Dopo aver ristabilito i contatti con David Lee Roth, in seguito alla defezione di Sammy Hagar, Eddie van Halen decise di invitare il cantante in studio per registrare due brani inediti da inserire nella nuova raccolta del gruppo. Can't Get This Stuff No More proviene da una precedente traccia chiamata Backdoor Shuffle, risalente alle sessioni dell'album Balance. È l'unico brano del gruppo in cui Eddie van Halen utilizza l'effetto talk box alla chitarra.

## Tracce
CD Promo Single Warner Bros. PRO-CD-8571-R
1. Can't Get This Stuff No More (Edit) – 4:09
2. Can't Get This Stuff No More (Album Version) – 5:14

## Formazione
- David Lee Roth – voce
- Eddie van Halen – chitarra, cori
- Michael Anthony – basso, cori
- Alex van Halen – batteria

## Classifiche
| Classifica (1997)             | Posizione massima |
| ----------------------------- | ----------------- |
| Canada                        | 38                |
| Stati Uniti (mainstream rock) | 12                |